# Проскурин, Яков Михайлович
Яков Михайлович Проскурин (1904—1953) — советский военнослужащий. Участник Великой Отечественной войны. Герой Советского Союза (1943). Гвардии младший лейтенант.

## Биография
Яков Михайлович Проскурин родился 21 декабря 1903 (3 января 1904) года в селе Кулёвка Нижнедевицкого уезда Воронежской губернии Российской империи (ныне село Горшеченского района Курской области Российской Федерации) в крестьянской семье. Русский. Окончил 1 класс земской школы в родном селе. Работал в семейном крестьянском хозяйстве, затем в колхозе.
В ряды Рабоче-крестьянской Красной Армии Я. М. Проскурин был призван Ясеновским районным военкоматом Курской области в 1941 году. С того же времени на фронте. Был в окружении, попал в плен. Освобождён зимой 1942 года войсками Юго-Западного фронта во время Барвенково-Лозовской операции. Прошёл проверку в Старобельском спецлагере НКВД СССР и в апреле 1942 года направлен на Брянский фронт в 705-й стрелковый полк 121-й стрелковой дивизии 40-й армии, где получил назначение на должность командира стрелкового отделения 2-го стрелкового батальона. До лета 1942 года Яков Михайлович участвовал в оборонительных боях на реке Северский Донец. В условиях начавшегося в июне 1942 года крупномасштабного немецкого наступления из части сил Брянского фронта 7 июля 1942 года был образован Воронежский фронт, и 121-я стрелковая дивизия вошла в состав его 60-й армии. Сержант Я. М. Проскурин участвовал в Воронежско-Ворошиловградской оборонительной операции и последующих боях за город Воронеж. Во время уличных боёв в Воронеже он со своим отделением освобождал городок сельскохозяйственного института, Ботанический сад, городской парк и стадион «Динамо». Затем сражался в районе областной больницы. В ходе начавшейся в январе 1943 года Воронежско-Касторненской операции Яков Михайлович принимал участие в освобождении Центрального и Коминтерновского районов Воронежа, а в феврале 1943 года во время Харьковской наступательной операции освобождал город Курск.
В результате наступления зимой 1943 года подразделения 121-й стрелковой дивизии вышли к реке Сейм в районе Рыльска, где в составе 60-й армии перешли к обороне. 26 марта 1943 года 60-я армия была передана Центральному фронту, в составе которого удерживала занимаемые под Рыльском позиции во время Курской битвы. 26 августа 1943 года части армии перешли в наступление в ходе Черниговско-Припятской операции Битвы за Днепр. Сержант Я. М. Проскурин со своим отделением форсировал Сейм и участвовал в освобождении города Рыльска. На всём протяжении операции от Рыльска до Днепра Яков Михайлович «не раз проявлял подлинное геройство, самоотверженно и преданно выполнял боевой приказ». В бою за село Поддубовка продвижение 2-го стрелкового батальона было остановлено огнём вражеского ДЗОТа. Подавить огневую точку противника вызвался сержант Проскурин. Скрытно подобравшись к позициям немцев, Яков Михайлович открыл огонь из автомата прямо в амбразуру и уничтожил вражеского пулемётчика, после чего ворвался в немецкую траншею и истребил 6 находившихся там немецких солдат. В бою за село Урусы взвод, в котором служил сержант Я. М. Проскурин, был отрезан от основных сил полка превосходящими силами противника. Когда из строя выбыл командир взвода, Яков Михайлович принял командование взводом на себя, и, подняв бойцов в атаку, в рукопашной схватке опрокинул врага, уничтожив в ходе боя 30 немецких солдат и ещё 15 взяв в плен. За проявленную инициативу и умелое руководство подразделением Я. М. Проскурину до конца операции было доверено руководство стрелковым взводом.
Образцы мужества и стойкости взвод под командованием сержанта Я. М. Проскурина продемонстрировал при форсировании Днепра и в боях на его правом берегу. 27 сентября 1943 года бойцы Проскурина, увлекаемые своим командиром, под ураганным огнём противника форсировали Днепр у села Ясногородка и, разгромив противостоявшие им превосходящие силы неприятеля, заняли населённый пункт. В ожесточённом бою, несколько раз переходившем в рукопашную схватку, взвод отразил пять вражеских контратак, не отступив ни на шаг. 5 октября 1943 года взвод сержанта Я. М. Проскурина вторично форсировал Днепр южнее села Глебовка и, уничтожив большую группу немецких автоматчиков, захватил плацдарм. Выполняя поставленную боевую задачу по расширению плацдарма, Я. М. Проскурин со своими бойцами обратил неприятеля в бегство и 7 октября 1943 года на его плечах ворвался в село Козаровичи. Закрепившись на окраине населённого пункта, Яков Михайлович со своим взводом отразил три яростные вражеские контратаки. За успешное форсирование реки Днепр севернее Киева, прочное закрепление плацдарма на западном берегу реки Днепр и проявленные при этом отвагу и геройство указом Президиума Верховного Совета СССР от 17 октября 1943 года сержанту Проскурину Якову Михайловичу было присвоено звание Героя Советского Союза.
В конце октября 1943 года в числе особо отличившихся при форсировании Днепра младших командиров Я. М. Проскурин был отозван с фронта и после церемонии награждения в Кремле направлен на учёбу в военное училище. По его окончании младший лейтенант Проскурин воевал в должности командира стрелкового взвода в гвардейской части. После окончания Великой Отечественной войны Яков Михайлович уволился в запас. Жил и работал в селе Кулёвка. Погиб в автомобильной катастрофе 25 августа 1953 года. Похоронен на кладбище села Кулёвка Горшеченского района Курской области Российской Федерации.

## Награды
- Медаль «Золотая Звезда» (17.10.1943);
- орден Ленина (17.10.1943);
- медали, в том числе:
  - медаль «За отвагу» (03.10.1943);
  - медаль «За боевые заслуги» (19.09.1943).

## Документы
- Общедоступный электронный банк документов «Подвиг Народа в Великой Отечественной войне 1941—1945 гг.» Дата обращения: 28 апреля 2013. Архивировано из оригинала 13 марта 2012 года.

Представление к званию Героя Советского Союза. Дата обращения: 28 апреля 2013. Архивировано 2 мая 2013 года.
Указ Президиума Верховного Совета СССР о присвоении звания Героя Советского Союза. Дата обращения: 28 апреля 2013. Архивировано 2 мая 2013 года.
Медаль «За отвагу» (приказ о награждении). Дата обращения: 28 апреля 2013. Архивировано 2 мая 2013 года.
Медаль «За боевые заслуги» (приказ о награждении). Дата обращения: 28 апреля 2013. Архивировано 2 мая 2013 года.
- Обобщенный банк данных «Мемориал». Дата обращения: 28 апреля 2013. Архивировано из оригинала 10 мая 2012 года.

ЦАМО, ф. 58, оп. 818883, д. 1488.